# Сьерра-Оэсте-де-Мадрид

Сьерра-Оэсте-де-Мадрид (исп. Sierra Oeste de Madrid)  — район (комарка) в Испании, входит в провинцию Мадрид в составе автономного сообщества Мадрид.

## Муниципалитеты
1. Альдеа-дель-Фресно
2. Кадальсо-де-лос-Видриос
3. Сенисьентос
4. Чапинериа
5. Кольменар-дель-Арройо
6. Фреснедильяс-де-ла-Олива
7. Навалагамелья
8. Навас-дель-Рей
9. Пелайос-де-ла-Преса
10. Робледо-де-Чавела
11. Росас-де-Пуэрто-Реаль
12. Сан-Мартин-де-Вальдейглесиас
13. Санта-Мария-де-ла-Аламеда
14. Вальдемакеда
15. Вилья-дель-Прадо
16. Вильяманта
17. Вильямантилья
18. Вильянуэва-де-Пералес
19. Вильявьеха-дель-Лосойя